# Scaptodrosophila mulgravei
Scaptodrosophila mulgravei är en tvåvingeart som först beskrevs av Bock 1976.  Scaptodrosophila mulgravei ingår i släktet Scaptodrosophila och familjen daggflugor. Inga underarter finns listade i Catalogue of Life.